# Collection Recital - Dalida Vol.1
Collection Recital - Dalida Vol.1 è una raccolta della cantante italo-francese Dalida, pubblicata nel 1970 da Barclay.
Questo vinile è stato commercializzato per la collana "Collection Recital" dell'etichetta Barclay.

## Tracce
Lato A
1. Dans le bleu du ciel bleu
2. Le jour où la pluie viendra
3. Buenas noches mi amor
4. Tu n'as pas très bon varactère
5. Mélodie perdue
6. Je pars

Lato B
1. Rendez-vous au Lavandou
2. Piccolissima serenata
3. Lazzarella
4. Calypso italiano
5. Histoire d'un amour
6. Guitare et tambourin